# Skatval Station
Skatval Station (Skatval stasjon) er en jernbanestation på Nordlandsbanen, der ligger i bygden Skatval i Stjørdal kommune i Norge. Stationen består af to spor med hver sin sideliggende perron med læskur. De to perroner er forbundet med en gangtunnel i den østlige ende af stationen.
Stationen åbnede 29. oktober 1902, da banen blev forlænget fra Stjørdal til Levanger. Stationen blev fjernstyret 9. januar 1977 og gjort ubemandet 1. april 1979. Perronerne ligger nu lidt øst for den tidligere stationsbygning.
Stationsbygningen blev opført i 1902 efter tegninger af Paul Due, der også har stået for en række andre stationer på strækningen. Bygningen er nu solgt fra og blev en kort overgang benyttet som restaurant. Pakhuset ved siden er i dag tilholdssted for den lokale maleklub IL-godsen maleklubb.  